# Inkavejene
Inkarigets vejnet var det mest omfattende og avancerede transportsystem i den præcolumbianske Sydamerika og havde en samlet længde på næsten 40.000 kilometer. Netværket var baseret på to hovedveje i nord-sydlig retning med et antal grene.  Vejnettet strækker sig igennem Argentina, Bolivia, Chile, Colombia, Ecuador og Peru.
I 2014 blev vejnettet optaget på Unescos verdensarvsliste under navnet Qhapaq Ñan, Andean Road System.

## Hovedveje
Inkafolket anlagde veje som sammenknyttede hele imperiet, på langs og tværs. Fire hovedgrene blev anlagt:
- Veje ved den nordlige kyst (Caminos de la Costa Norte). Denne vejgren udgik fra Cusco , og forenede områderne Palpa ( ICA), Nazca (i midten af Peru), Lima , Huarmey , Reino Chimú, Los Tallanes ( Piura), Ayabaca , Tumbes (ved grænsen Peru - Ecuador), Quito (Ecuador), og frem til Ancasmayo eller Pasto (Colombia).

- Veje i bjergene i nord ( Caminos de la sierra norte). Denne vejgren udgik fra Cusco, og forenede samfundene Vilcashuaman, Jauja, Tarma, Huánuco, Maraycalle, Tambo Real de Huancabamba, Cajamarca, Chachapoyas, Tumibamba, Loja, Quito (Ecuador), og frem til floden Ancasmayo eller Pasto (Colombia).

- Veje ved den sydlige kyst ( Caminos de la Costa sur). Denne vejgren udgik fra Cusco, og forenede samfundene Pisco , Nazca, Palpa , ICA , Tambo Colorado , Catorpe; Arica og Copiapó ( Chile), pampas ved Tucumán ( Argentina) og floden Maule (Chile).

- Veje i bjergene i syd (Caminos de la sierra sur). Denne vejgren udgik fra Cusco, og forenede samfundene Juliaca, Chucuito, Chuquiago, La Paz ( Bolivia), pampas ved Tucumán ( Argentina) og Santiago ( Chile).

Den østlige vej gik højt i Punaområdet og bjergdalene fra Quito i Ecuador til Mendoza i Argentina. Den fulgte kystslette foruden i kystørkenen hvor den holdt sig i de nederste dele af bjergområderne.  Flere end 20 hovedveje gik over bjergene vestpå, mens andre krydsede det østlige kordiljære og sletterne. Nogen af dens veje når højder over 5.000 meter over havet.

## Inkastien
Inkastien er en rute man følger i forbindelse med trekking-ture gennem Andesbjergene for at nå til Inkabyen Machu Picchu, der er bygget ca. år 1400 e.kr.
Inkastien og Machu Picchu ligger nær ved byen Cusco i Peru, Sydamerika.
Det er populært at tage den 2-3 timers togtur fra Cusco, hvor toget stopper i 2200 meters højde over havet, ved stoppestedet "km 88", som markerer startstedet til Inkastien.